# جورج غريغوري (سياسي)
جورج غريغوري (بالإنجليزية: George Gregory)‏ هو سياسي بريطاني، ولد في 1670، وتوفي في 1746. انتخب عضو مجلس النواب في البرلمان البريطاني وانتخب عضو مجلس الشعب في برلمان بريطانيا العظمى.